# Torsten Enge
Torsten Olaf Enge (* 1956 in Bussum, Provinz Noord-Holland, Niederlande) ist ein niederländischer Hochschullehrer, Philosoph und Kunsthistoriker sowie Autor und Sänger.

## Leben
Enge ließ sich zunächst im Gesang ausbilden und arbeitete als Regieassistent, ehe er Philosophie und Kunstgeschichte an Universitäten in Braunschweig, Freiburg, Rom, Paris und Oxford studierte. Er promovierte 1979 an der Philosophischen und Sozialwissenschaftlichen Fakultät der Technischen Universität Braunschweig mit der Schrift Der Ort der Freiheit im Leibnizschen System. Danach war er als Dozent an der Heinrich-Heine-Universität Düsseldorf beschäftigt, zuletzt auch als Leiter der Studienberatung. Er lebt und arbeitet in Düsseldorf.
Musikalisch profilierte sich Enge als Gesangsinterpret von Liedern und Chansons, insbesondere von Werken aus den 1930er Jahren.

## Veröffentlichungen (Auswahl)
- Der Ort der Freiheit im Leibnizschen System (= Monographien zur philosophischen Forschung, Band 186). Forum Academicum in der Verlagsgruppe Athenäum, Königstein/Taunus 1979.
- mit Carl Friedrich Schröer: Gartenkunst in Europa 1450–1800. Vom Villengarten der italienischen Renaissance bis zum englischen Landschaftsgarten. Taschen, Köln 1990 (mehrfach aufgelegt und in viele Sprachen übersetzt).
- Der Garten Jacobis. In: Julia Lohmann (Hrsg.): Hundertfünfzig Jahre Künstler-Verein Malkasten. Künstlerverein Malkasten, Düsseldorf 1998, S. 197.